# 董方
董方，福建金門人，清朝军事人物。行伍出身的董方於1739年（乾隆4年）奉旨接替高得志，於台灣地區擔任台灣水師協副將。而隸屬台灣鎮之下的此官職是台灣清治時期中的這階段，全台灣的海防軍事層級最高武將，其統帥三營兵力，約數千名水師兵勇。